# Kotaka (1890)
El Kotaka (小鷹 cría de halcón?) fue un torpedero de la Armada Imperial Japonesa. Fue solicitado en 1885 a los astilleros Yarrow en Londres, Reino Unido, donde fue construido en partes a través de especificaciones japonesas, y después, ensamblado en el arsenal naval de Yokosuka, Japón.

## Diseño y características
Cuando fue botado, en 1888, el Kotaka, con 203 toneladas, era el torpedero más grande del mundo, y "fue el precursor del buque contratorpedero que aparecería una década más tarde" (Kaigun, David C. Evans). 
Estaba armado con 4 cañones de 37 mm de tiro rápido y 6 tubos lanzatorpedos. 
Durante los años siguientes, la Armada Imperial Japonesa se equipó con torpederos más pequeños de diseño francés, pero en sus primeras pruebas en 1899, el Kotaka demostró que podía adoptar el papel de defensa costera y que era capaz de seguir a los grandes buques a alta mar. El constructor de buques británico Yarrow "consideró a Japón como el inventor efectivo del destructor" (Howe). 
El siguiente diseño específico de un buque contratorpedero, con autonomía y velocidad suficientes para navegar junto a acorazados, fue el de los dos contratorpederos Clase Havock de la Royal Navy, desarrollados en 1892 bajo el mandato del entonces Tercer Lord del Almirantazgo contraalmirante John Fisher, y botados en 1893. El HMS Havock tenía 240 toneladas de desplazamiento, una velocidad de 27 nudos, y un armamento compuesto por un cañón de 12 libras, tres de 6 libras, y tres tubos lanzatorpedos.
En 1904, el Kotaka fue remodelado experimentalmente con un motor de mezcla de fueloil y carbón, en lugar del motor original que empleaba únicamente carbón.

## Historial operativo
El Kotaka participó en la primera guerra sino-japonesa (1894-1895) y en la guerra ruso-japonesa (1904-1905). Fue dado de baja del servicio activo el 1 de abril de 1908 para pasar a ser buque de entrenamiento. Fue retirado el 1 de marzo de 1916, pero reactivado en 1917, para terminar su carrera en enero de 1927.